# Само (князь)

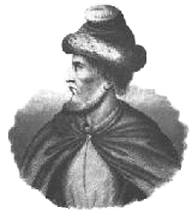
Само, робота сучасного автора (художника Б. Єзовника)

Само або Самослав (600—658) — князь і засновник першої писемно засвідченої слов'янської держави Само у 627—658 роках, що утворилася після перемоги над Аварським каганатом. 
В літописі франків називається як король слов'ян.
За одними джерелами франкський купець (ім'я скоріш за все кельтського походження), що імовірно походив із території сучасного Сану у Франції. Проте, фінський філолог Й. Міккола вважає, що він був галло-римлянином. На противагу йому німецькі та українські спеціалісти стверджують, що беручи до уваги поліетнічність держави франків він міг бути слов'янином з Білої Хорватії і його справжнє ім'я Самослав (той, що сам покрив себе славою).

## Життєпис
У 623/624 році, попри заборону короля прибув разом із караваном у володіння чехів i моравів, де взяв участь у великому повстанні слов'ян проти гніту авар. Традиційно вважається, що був обраний королем. Це дозволяє припустити, що він був не стільки купцем, скільки воїном (в даному випадку можна провести аналогію із воїнами-купцями зі Скандинавії). 
Заратився із королівством франків i в 631-му був змушений відбити напад короля Дагоберта I. Одержав звитягу в битві під Вогатізбургом, a його слов'янські військові загони провели рейд по землях Тюрингії. 
У державі Само не було звичайного апарату влади, практично не існувало адміністрації, а сам князь не подбав про спадкову передачу влади, що призвело до розпаду держави після смерті Само в 658 (чи 661).
Від 12 слов'янських дружин мав 22 синів i 15 дочок.
На його честь названо астероїд 20969 Само.